# Fabio Leimer
Fabio Leimer (Rothrist, 17 de abril de 1989) é um ex-automobilista suíço que disputou duas provas da Fórmula E pela equipe Virgin Racing na temporada 2014–15. Anteriormente, competiu no Campeonato Mundial de Endurance da FIA de 2014 pela classe LMP1-L. Também disputou quatro temporadas na GP2 Series, sendo campeão em 2013, e foi campeão da International Fórmula Master em 2009.

## Carreira

### Kart
Leimer começou a sua carreira no kart em 2003, enfrentando futuros nomes do automobilismo como Sébastien Buemi e Simona de Silvestro. Venceu o campeonato suíço na classe júnior nesse mesmo ano, sendo vice-campeão em 2004 e vice no ICA suíço em 2006.

### Fórmula BMW
Em 2006, Leimer fez a transição para monopostos, correndo na Fórmula BMW. Iniciou competindo pela equipe Team Rosberg, do ex-piloto finlandês Keke Rosberg, mas terminou a temporada com a Matson Motorsport. Durante o ano, ele acumulou quatro pontos, se classificando em décimo oitavo lugar. Ele também competiu na Final Mundial de Fórmula BMW de fim de temporada, realizada em Valência, onde terminou em décimo nono lugar.

### Fórmula Renault
Leimer foi para a Fórmula Renault em 2007, competindo nos campeonatos Eurocopa de Fórmula Renault 2.0 e a Fórmula Renault italiana pela Jenzer Motorsport. Na F-R Euro, ele marcou pontos em três corridas e fez a volta mais rápida em Donington Park para terminar o ano em décimo sétimo lugar. No campeonato italiano, Leimer somou pontos em onze das quatorze corridas e conquistou dois pódios (em Spa-Francorchamps e Valência), fechando o ano em décimo primeiro lugar.

### International Fórmula Master
Em 2008, Leimer progrediu para a International Fórmula Master, mais uma vez correndo com a Jenzer. Em uma temporada de estreia muito bem-sucedida, ele terminou como vice-campeão do campeão Chris van der Drift, conquistando três vitórias em Estoril, Ímola e Monza, juntamente com cinco outras idas ao pódio. Ele também ajudou a Jenzer Motorsport a terminar em terceiro na classificação das equipes. Na série Fórmula Master Itália que o acompanhou, Leimer terminou em quarto lugar com uma vitória (em Mugello) em duas largadas.
Em outubro de 2008, Leimer participou de um teste de prêmio de três dias da Indy Lights com a Sam Schmidt Motorsports, que tinha sido originalmente concedido ao piloto alemão Michael Ammermüller, mas este o recusou por motivos pessoais.
Leimer continuou na série em 2009 , em parceria com Pål Varhaug, o atual campeão italiano de Fórmula Renault 2.0. Durante as seis primeiras rodadas da temporada, ele conquistou vitórias em Pau, Valência, Brno, Brands Hatch e Spa-Francorchamps, este último evento apoiando o Grande Prêmio da Bélgica de 2009. O título foi selado com sua sexta vitória da temporada, na sétima rodada em Oschersleben.

### GP2 Series
Como vice-campeão na temporada de Fórmula Master de 2008, em novembro daquele ano, Leimer foi premiado com um teste na GP2 com a equipe italiana Trident Racing no circuito Paul Ricard na França, e um ano depois ele testou com a equipe DAMS no mesmo local como prêmio por ganhar o título de Fórmula Master. 
Em outubro de 2009, Leimer testou com a equipe Ocean Racing Technology de Tiago Monteiro em Jerez e mais tarde naquele mês foi confirmado como piloto da equipe na temporada 2009-10 da GP2 Asia Series, correndo ao lado do seu antigo adversário da Fórmula Master Alexander Rossi, e do ex- piloto britânico de Fórmula 3 Max Chilton.

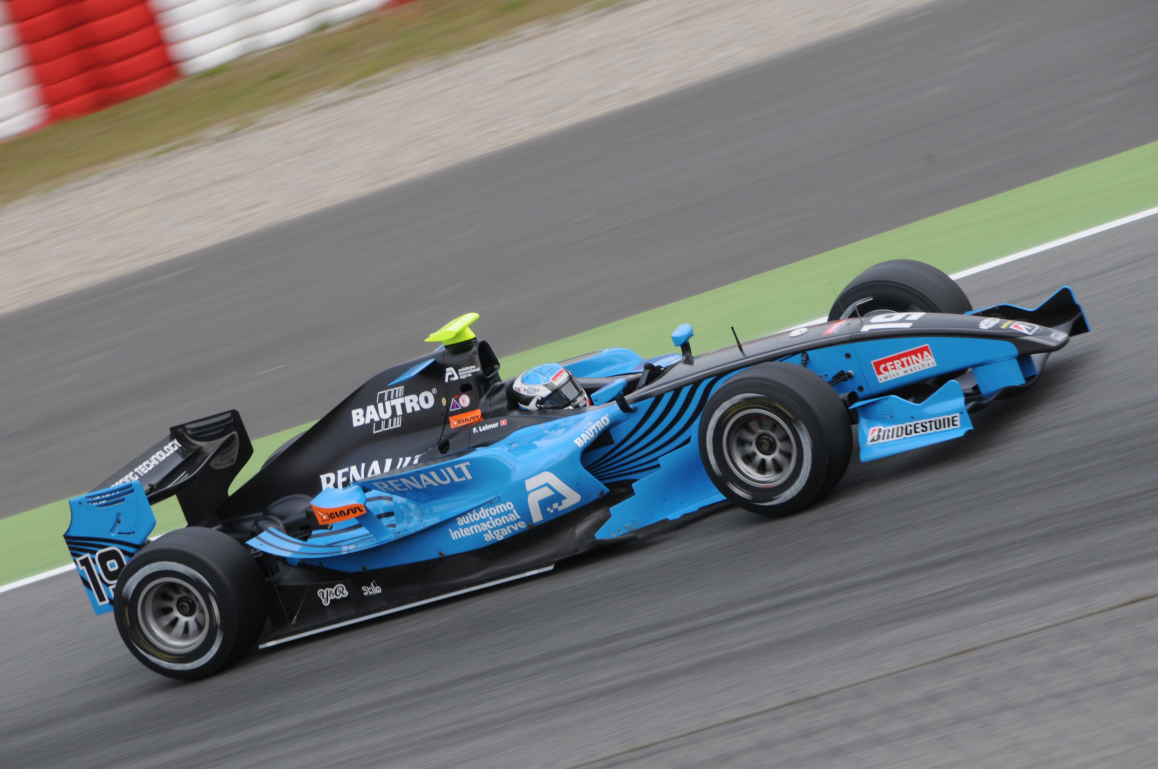
Leimer na etapa espanhola da GP2 Series de 2010

Em 2010, Leimer disputou sua primeira temporada na GP2 Series pela equipe portuguesa, tendo Chilton como companheiro. O suíço teve uma vitória na corrida sprint de Barcelona, que ele largou da pole graças ao grid invertido, mas essa foi a única vez que Leimer pontuou, e ele encerrou a temporada em 19º, com oito pontos. Mesmo assim, ele superou Chilton, que ficou seis posições abaixo dele e somou quase um terço de seus pontos, mesmo tendo feito dois Top-10.
Em 2011, Leimer mudou-se para a equipe Rapax ao lado de Julián Leal. Ele terminou em quinto lugar geral na Asia Series e, em seguida, obteve sua segunda vitória na categoria na série principal. Como foi o caso no ano anterior, a vitória veio na corrida curta na Catalunha, e ele novamente marcou a volta mais rápida, embora nesta ocasião ele devesse sua pole position no grid invertido à desqualificação de Romain Grosjean da corrida principal. Leimer pontuou novamente nas duas corridas da Itália, com a última destas sendo um pódio, o que o ajudou a melhorar para a 14ª posição na classificação do campeonato, somando os mesmos 15 pontos de Esteban Gutiérrez e Josef Král, mas de qualquer forma, seu resultado se mostrou muito superior ao de seu companheiro Leal, que e não pontuou nenhuma vez. Leimer também venceu a corrida principal do evento extracampeonato realizado no Circuito de Yas Marina. Mesmo sem pontuar na corrida 2, ele somou 13 pontos e foi campeão da GP2 Final, minicampeonato que substituiu a GP2 Asia Series, que foi descontinuada.
Leimer mudou para a equipe Racing Engineering em 2012, onde fez parceria com Nathanaël Berthon. Apesar de não ter vencido uma corrida durante a temporada, melhorou sua consistência, somando uma pole na Inglaterra e seis pódios, o que o alavancou para o sétimo lugar no campeonato de pilotos. Com 152 pontos, o suíço foi mais uma vez muito superior ao seu companheiro, já que Berthon ficou cinco posições abaixo de Leimer e fez menos da metade de seus pontos.

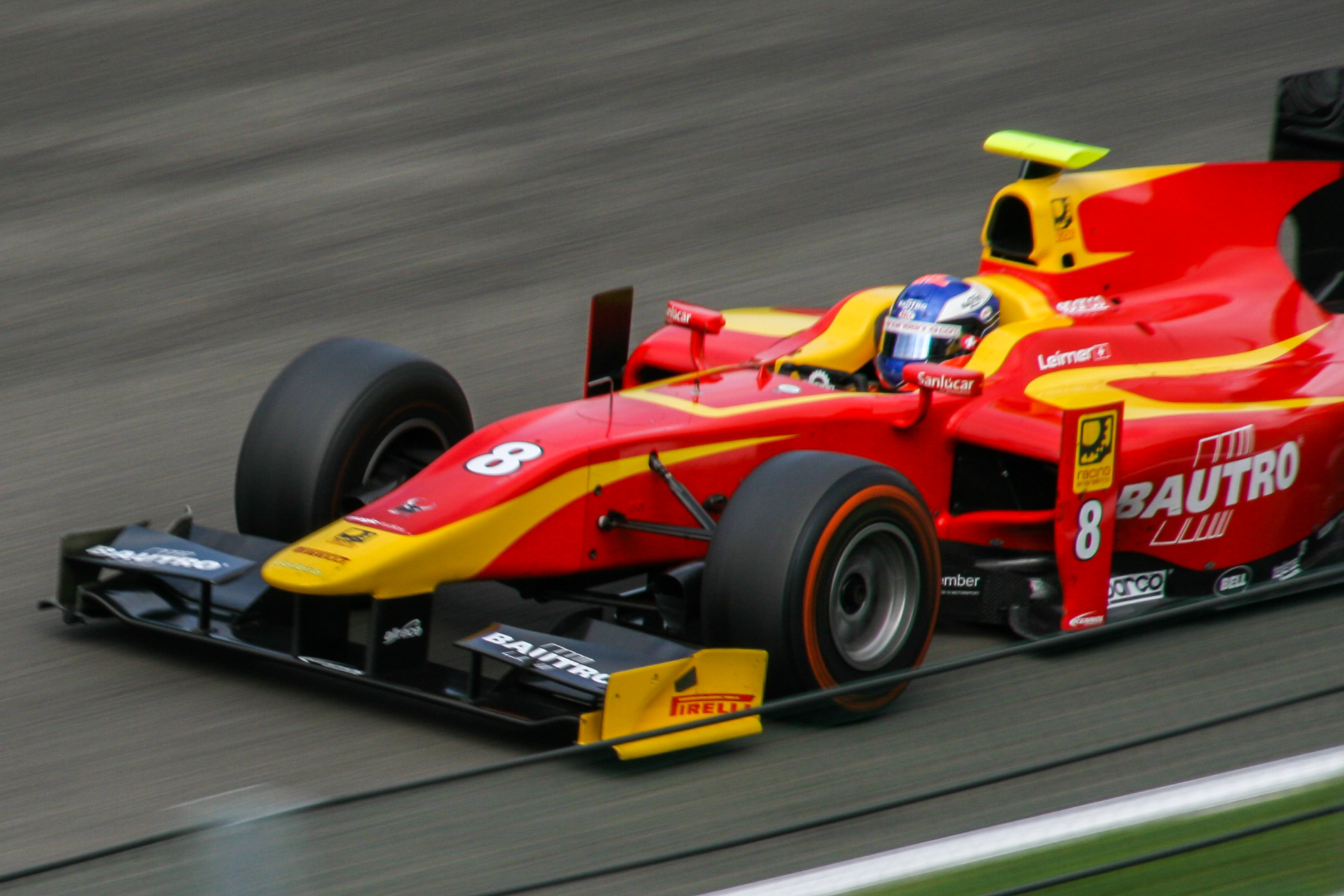
Leimer durante a corrida sprint da Bélgica da GP2 em 2013

Para 2013, Leimer seguiu com a Racing Engineering, que convocou Leal para ser mais uma vez seu companheiro de equipe. Leimer foi irregular nas cinco primeiras rodadas: embora tenha vencido duas vezes, ele não pontuou em seis das dez provas e ainda abandonou a corrida longa de Mônaco. Mas Leimer se recuperou nas seis rodadas restantes, nunca ficando abaixo do sexto lugar, somando quatro terceiros lugares e mais uma vitória em Monza, que o colocou na liderança do campeonato até ele ser consagrado campeão na corrida 1 de Abu Dhabi, se beneficiando de uma falha no carro de seu principal rival, Sam Bird, britânico da Russian Time, equipe novata que foi campeã de construtores. Ao todo, Leimer obteve sete pódios e três vitórias, somando 201 pontos, com vinte de vantagem sobre Bird, que ficou com o vice.

### Fórmula 1
Antes mesmo de ganhar a GP2, Leimer tentou negociar uma vaga de titular na F1 com várias equipes, mas foi rejeitado. Ele negociou com a Sauber e chegou a participar dos testes de novatos de Abu Dhabi em 2011, que ele classificou como uma "experiência incrível", principalmente por ele ser suíço e estar correndo numa equipe de seu país, com diversos compatriotas trabalhando com ele nos bastidores. Mas o jornal Blick divulgou que a Sauber rejeitou os 14 milhões de dólares que o patrocinador de Leimer, Rainer Gantenbein, ofereceu pela vaga, que acabou indo para Esteban Gutiérrez, com Gantenbein afirmando que o sistema da F1 estava "doente". Em maio de 2014, Leimer correu em um Lotus E20, modelo de 2012 da Lotus F1 Team, nos testes da Pirelli em Paul Ricard, como prêmio por ter vencido a GP2 no ano anterior. Em 3 de junho de 2015, a Manor Marussia F1 Team anunciou que contratou Leimer como reserva oficial da equipe para 2015 e que ele participaria das sessões de treinos livres durante toda a temporada, mas ele participou de apenas uma sessão de TL1, no Grande Prêmio da Hungria, que ele fechou em 19º.

### Campeonato Mundial de Endurance da FIA

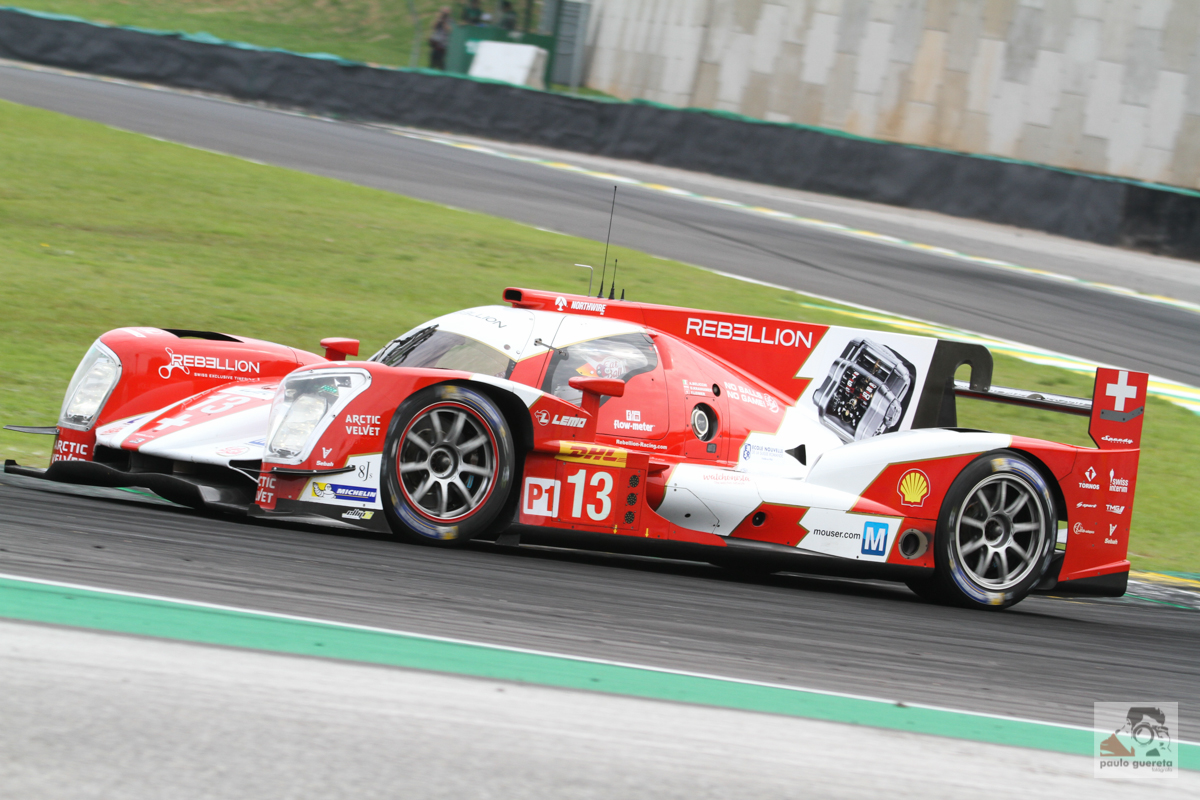
Carro de Leimer durante as 6 Horas de São Paulo de 2014

Em 2014, Leimer se juntou à equipe suíça Rebellion Racing para o Campeonato Mundial de Endurance da FIA após testar para a equipe na pré-temporada. Esta foi a primeira experiência de Leimer dirigindo carros esportivos, com ele correndo no carro de número 13 ao lado de Dominik Kraihamer e Andrea Belicchi na nova categoria LMP1-L, voltada para equipes privadas sem motores híbridos.
Não pontuou nas quatro primeiras provas, incluindo a edição das 24 Horas de Le Mans daquele ano, mas ele e seu trio se mostraram mais constantes na segunda metade da temporada, com o sexto lugar nas 6 Horas do Barém sendo o melhor resultado. Seu trio terminou em décimo sétimo na classificação geral. Mas no campeonato da LMP1-L, que tinha apenas três carros competindo, Leimer e seus companheiros do carro 13 tiveram três vitórias e um segundo lugar, sendo vice-campeões e somando 93 pontos, muito menos do que o trio do outro carro da Rebellion, formado por Mathias Beche, Nicolas Prost e Nick Heidfeld, que venceu nessa classe.

### Super Fórmula
Leimer planejou correr na Super Fórmula Japonesa em 2015, pilotando um carro Honda da Team Mugen. No entanto, em 7 de março de 2015, foi anunciado que o contrato de Leimer com a Mugen havia sido rescindido prematuramente devido a problemas financeiros.

### Fórmula E

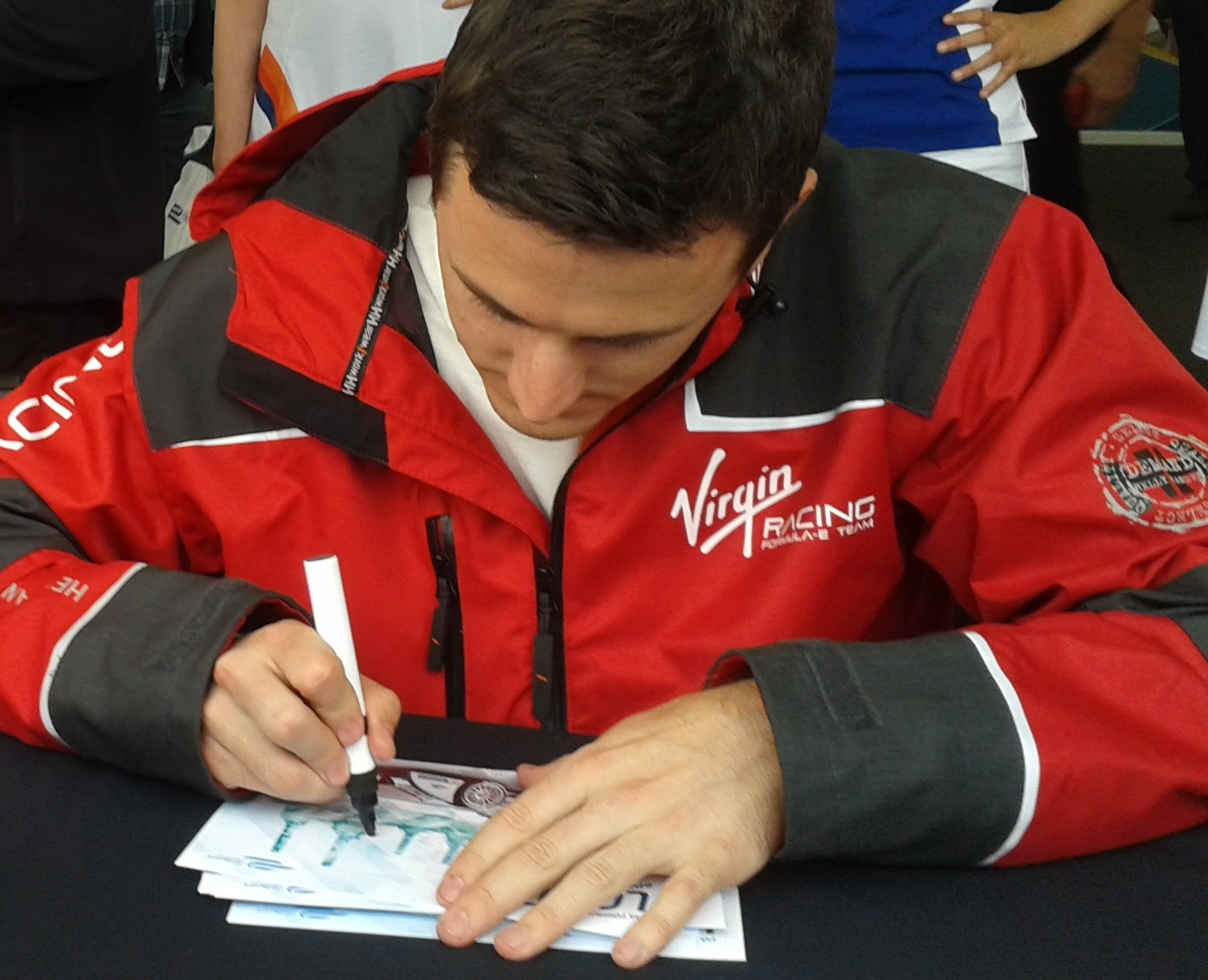
Leimer na sessão de autógrafos da Fórmula E em junho de 2015

Em 23 de junho de 2015, a Virgin Racing anunciou Leimer como seu piloto para substituir Jaime Alguersuari nas duas últimas rodadas em Londres, depois que Alguersuari foi suspenso das corridas devido a pequenos problemas de saúde. Leimer foi companheiro de Sam Bird, seu velho rival da GP2. O suíço se classificou em 19º na sua prova de estreia e terminou a corrida na 14ª posição. A rodada final o viu se classificar em 17º, mas ele caiu na corrida, que foi vencida por Bird. Leimer terminou a temporada sem marcar um ponto e ficou em 32º entre 35 pilotos no campeonato.

### Ferrari Challenge
Leimer correu na Ferrari Challenge Europe entre 2016 e 2017 pela Octano 126 e disputando também a Ferrari Challenge Final Mundial. Em seu primeiro ano, Leimer teve cinco pódios nas seis provas que disputou, incluindo uma vitória em Hockenheimring, sendo quinto colocado, mas ficou em nono na Final Mundial, embora tenha feito a melhor volta. Em 2017, Leimer venceu na corrida de abertura em Valência, totalizando seis pódios nas oito provas disputadas, e fechou o ano em sexto lugar. Já na Final Mundial, Leimer foi o vencedor, marcando mais uma vez a volta mais rápida.

### Aposentadoria
Leimer se retirou do automobilismo profissional após o final de 2017. Desde então, ele tem levado uma vida discreta, longe da mídia e das redes sociais.